# حمى البحر المتوسط (فلم)
حُمّى البحر المتوسط هو فيلم دراما كوميديا سوداء إنتاج دولي مشترك من إخراج مها الحاج عام 2022. وبطولة عامر حليحل وأشرف فرح وعنات حديد وسمير إلياس وسينثيا سليم.

## الطاقم
- عامر حليحل - دور وليد
- أشرف فرح - دور جلال
- عنات حديد - دور عُلا
- سمير إلياس
- سينثيا سليم
- شادن كانبورا

## العرض
عُرض الفيلم لأول مرة في قسم "نظرة ما" في مهرجان كان السينمائي السنوي الخامس والسبعين في 25 مايو 2022، وحاز على جائزة أفضل سيناريو.

## وصلات خارجية
- حمى البحر المتوسط  في قاعدة بيانات الأفلام على الإنترنت (بالإنجليزية)
- حمى البحر المتوسط في روتن توميتوز.